# Upplands runinskrifter 245
Upplands runinskrifter 245 är en försvunnen vikingatida runsten av gnejs som funnits i Mällösa, Vallentuna socken och Vallentuna kommun. Stenens höjd är omkring 1,60 meter och dess bredd (över korset) 0,90 meter. Ristningen är osignerad men attribuerad till Visäte.

## Inskriften
Translitterering av runraden:
[· rauþr · auk · biarn · litu · raisa · stein · eftʀ · mak sin · sikat · koþ hialbi ont hns ·]
Normalisering till runsvenska:
ʀauðr ok Biorn letu ræisa stæin æftiʀ mag sinn Sighvat. Guð hialpi and hans.
Översättning till nusvenska:
Röd och Björn läto resa stenen efter sin frände Sigvat. Gud hjälpe hans ande.